# 計算考古学
計算考古学（けいさんこうこがく、英語: Computational archaeology）は高度な計算技術を用いた考古学データの分析と解釈に焦点を当てたデジタル考古学の一分野である。
この分野では、データモデリング、統計分析、コンピューターシミュレーションを用いて、過去の人間の行動や社会の発展を理解し再構築する。
地理情報システム（GIS）、予測分析、さまざまなシミュレーションツールを活用することで、複雑な考古学データセットを処理する能力を高め、歴史的背景や文化遺産に関するより深い洞察を提供する。
計算考古学では地理情報システム（GIS）が使用されるケースが多くある。高地性集落や古墳などの眺望景観の分析や最小コスト経路分析などの空間分析に適用する場合、これらのアプローチは計算が複雑であり、コンピューターの処理能力なしでは実行が不可能ではないにせよ困難である。
同様に統計的および数学的モデリングの一部や、ソフトウェアツールを用いた人間の行動や行動進化のコンピューターシミュレーションも、計算機による支援なしには計算不可能である。また、ユニバーシティ・カレッジ・ロンドンのSpace Syntaxプログラムのようなソフトウェアを使用して、建築環境における人間の知覚や移動のような考古学的問題を解決するために、複雑で特注のさまざまなソフトウェアを適用することも、計算考古学という用語に含まれる。
発掘調査や博物館における考古学的遺物の収集、記録、分析は土器分析を主要なテーマの1つとする重要な分野である。この分野では、構造化光3Dスキャニング（Structured light scanning、SLS）のような3Dスキャン技術、Structure From Motion (SfM) などの写真測量法、コンピューター断層撮影法、およびそれらの組み合わせにより、デジタル土器研究のための多数の対象物の大規模なデータセットが提供される。これらの技術は発掘調査の現場でのワークフローにますます組み込まれるようになっている。オーストリアのCorpus vasorum antiquorum (CVA)のサブプロジェクトは、博物館内での出土品に関するデジタル調査の先駆けとなるものである。
計算考古学は「情報考古学（archaeoinformaticsまたはarchaeological informatics）」とも呼ばれる（Burenhult 2002, Huggett and Ross 2004、AIと略されることもあるが人工知能とは異なる）。

## 成立史
考古学者が定量的手法とコンピューター技術の可能性を最大限に活用できるようになったのは、考古学データや調査プロセスに内在する特有の落とし穴とその可能性を認識するようになってからである。人工知能科学は考古学情報の特定の特性やパターンを発見し、定量的に表現し、探求しようとする新たな学問分野である。考古学的手法による情報処理のためのデータと方法に関する基礎研究は、特に考古学的な問題解決と理解に特化した定量的方法とコンピューターソフトウェアを生み出す。
歴史的な観点から見ると、理論的な計算考古学は1960年代の終わりにルイス・ビンフォードやデビッド・クラークが提唱し、「ニュー・アーケオロジー」あるいは「プロセス考古学」として発展させた考古学の定量化の結果である。その他にも、数理モデルを用いたクライヴ・オートンや、コンピューター支援データベースを用いたニック・ライアンなどが、初期の推進者として名を連ねている。

考古学データ及び地理情報システムを用いた日本列島の人口動態エージェントベースシミュレーション

1990年代半ば以降、考古学における定量的方法論は大きな活況を呈している。その主な理由は、地理情報システム（GIS）の発展とその一般的な利用可能性（オープンソースのGIS GRASSなど）であり、それによって新たな手法やツールが生み出された。
この時期から情報考古学（archaeoinformatics）と呼ばれるようになる。それ以来、集団の動態や物質的な交易の再構築のためのエージェント・ベース・モデル（ABM）も、ますます利用されるようになっている。日本においても考古学のABM研究が2010年代に始まり、渡来人の渡来人数推定や縄文系弥生人と渡来系弥生人の雑居を再現したシミュレーションなどに使用されている。
しかし、発掘調査の記録や評価のための情報技術の利用は手頃な価格のコンピューターシステムが最初に登場して以来、一貫して継続的に発展してきたことを忘れてはならない。その結果、現在は応用的な情報考古学（データベース、バーチャルリアリティ、発掘調査記録、さまざまな測定技術の組み合わせを含む3D遺物記録、GISによる空間分析、土器のデジタル分析など）の発展ペースと理論的な情報考古学による科学的基盤の確保との間には顕著な不均衡が生じている。
関連分野には放射性炭素年代測定、年輪年代学、地質考古学、測量考古学、古植物学、古生物学などがある。統計的手法もしばしば重要である。

## 教育と研究
考古学教育、現地調査、考古学的遺産の保護における定量的方法論と情報科学の確立における英国考古学の先駆的役割は、大学が提供するコースに反映されている。

### イギリス
例えば、ユニバーシティ・カレッジ・ロンドンの考古学研究所では、「考古学におけるGISと空間分析」という専門コースを提供している。また、ヨーク大学考古学学部では「考古学情報システム」コースを履修することができ、バーミンガム大学考古学古代研究所では「景観考古学と地理情報学」コースを提供している。ロンドン、サウサンプトン、バーミンガムなど、イギリスの研究機関にも関連する研究グループや施設がある。

### ドイツ
キール大学の先史・初期史研究所では2005～2006年冬学期から計算考古学に関する定期的な講座を開講している。このコースでは環境考古学や古生物学・同位体学などの新しい領域の講座と並んで、計算考古学が古典的な科目の中で固定的かつ相互にリンクした位置を占めている。
ケルン大学では遅くとも2006～2007年冬学期から考古情報学の内容を含むコースが開講されており、学士課程と修士課程の再編に伴い両方のコースに必修選択科目が設置された。エレフテリア・パリウは2016年4月よりケルン大学考古学研究所でドイツ初の計算考古学教授（W2）を務めている。2018年4月、考古学修士課程の研究分野として計算考古学が導入された。
教育協力の一環として、マインツ応用科学大学は2008～2009年冬学期よりマインツ大学の考古学修士課程において、空間計測と情報技術の学際的応用に関するコースを開講している。
ベルリン工科大学古典考古学研究所では2009年から2020年までシルヴィア・ポラが計算考古学のジュニア教授職を務めた。2024年、ベルリン大学歴史文化学部の計算考古学の教授職はエンジニアでありコンピューター科学者でもあるフーベルト・マーラが務めた。
2010～2011年冬学期からベルリン技術経済大学（HTW）は「地理・フィールド考古学」の修士課程を開講している。
ハイデルベルク大学では2013年と2014年にエクセレンス・イニシアチブの一環としてデジタル人文学、計算考古学、応用計算機科学をベースとした2つのワーキンググループ（Armin VolkmannとHubert Mara）が発足した。さらに、クラスター・オブ・エクセレンス・アジア・アンド・ヨーロッパ（Cluster of Excellence Asia & Europe）および学際科学計算センター（Interdisciplinary Centre for Scientific Computing：IWR）では計算考古学に関する数多くのコースやワークショップが開催された。2019年のワーキンググループとクラスター・オブ・エクセレンスの終了に伴い、これらの活動は終了した。対応するデジタル教育コンテンツを含む修士課程プログラム「地理考古学」は引き続き提供される。
ボン大学では2015～2016年冬学期から定期的に計算考古学のコースが開講されている。
2021年から2024年にかけてフーベルト・マーラの指導の下、ハレ大学コンピュータサイエンス研究所のeHumanitiesワーキンググループは楔形文字のAIを使ったコースを提供し、プロジェクトを開始した。
ドレスデン専門大学（HTW Dresden）ではマルコ・ブロック・ベルリッツが2022～2023年冬学期から開始した考古学におけるコンピュータと地球科学の修士課程プログラム、または国際コースを立ち上げている。
2025年、フーベルト・マーラがベルリン大学歴史文化学部（GeschKult）に赴任し、ドイツ語圏で最初の計算考古学研究所が計算古代学研究所（CompAS）という名称で設立された。

### 日本
2016年度以前から2024年度現在にかけて鹿児島国際大学では中園聡による「情報･理論考古学特殊研究」および「考古学と情報科学」のコースが開講されている。
2017年度および2018年度、立命館大学では中村大による「情報考古学」のコースが開講されていた。
2023年度、2024年度には立命館大学で「人文学のための情報処理」コースが開講されている。
2024年度、東京科学大学リベラルアーツ研究教育院ではロフタス・ジェームズによる理論的な計算考古学・デジタル考古学の分野を導入した「考古学・自然人類学」のコースが開講されている。

## 会議
科学的な交流の最も重要なプラットフォームは、同名の国際協会のCAA（Computer Applications and quantitative methods in Archaeology、考古学におけるコンピュータアプリケーションと定量的手法）会議である。この会議では毎年「コンピュータの応用」というテーマで、コンピュータ科学者、数学者、自然科学者、人文科学者が一堂に会するよう努めている。AG CAA Germanyは1981年に設立され、ドイツ考古学協会の年次大会に参加している。また、2年ごとに開催される分類学会の会議では、独自の講演会を開催している。2010年以降、ドイツ語圏のAG CAAは、毎年1月か2月に独自のワークショップを開催している。オーストリアではStadtarchäologie Wienが新たに「考古学とコンピューターのワークショップ」を主催した。これは2009年から「文化遺産と新技術に関する国際会議（International Conference on Cultural Heritage and New Technologies：CHNT）」として継続され、毎年11月に開催されている。
日本では1995年以前に「考古学におけるパーソナルコンピュータ利用の現状」研究会（帝塚山大学）と「考古学における計量分析」研究会（統計数理研究所）の2つの研究会が開催されていた。その2つの研究会を発展的に解消し、日本情報考古学会は多くの研究領域の研究者・同好の方々が参加可能な環境を整え、1995年に日本学術会議の学術研究団体として日本情報考古学会が設立された。日本情報考古学会は人類のあらゆる活動の痕跡を考究する広義の考古学と膨大で多様な情報を科学するデータサイエンスとが融合した研究と成果について「その研究を促進すること」、「その教育と普及に携わること」、「その成果を社会に還元すること」、の3軸を大きな目的とする学会である。

## 職業
情報科学の技術を持つ考古学者のキャリアの場は、大学以外でも、博物館、研究機関のIT部門や、実際の発掘中や発掘後の文書化や出版システムをサポートする必要がある発掘調査会社にもある。考古学のIT化に関するイギリスの代表的なサービス・プロバイダーは、Archaeological Data Service
とOxford Archaeology Digitalの2社である。